# Boraras merah
Cá trâm đỏ (Danh pháp khoa học: Boraras merah) là một loài cá trong chi cá trâm Boraras thuộc họ cá chép bản địa của vùng Đông Nam Á. Phân bố ở Indonesia (tây nam Borneo, Kalimantan Barat và Kalimantan Tengah). Môi trường nước đen ở rừng-đầm lầy than bùn. Boraras là tên của cả chi cá và Merah là từ dân gian của Indonesia chỉ về màu sắc đỏ bao phủ trên thân thể. 

## Đặc điểm
Chúng có kích thước từ 15 đến 20mm về chiều dài và màu sắc cơ bản của chúng là màu đỏ trên cơ thể. Với màu hanh đỏ với đốm đen hình trứng dọc cơ thể và vạch đứt quãng ở nửa sau của thân. Những đốm nhỏ ở gốc vây hậu môn và đuôi. Vây lưng và vây hậu môn cũng có những mảng sậm màu ở cạnh trước, điểm xuyết bởi những mảng đỏ tươi ở cá đực. Chúng phổ biến trên thị trường nhưng thường bị bán nhầm dưới tên cá trâm ớt Boraras brigittae. Cả hai loài đều đỏ nhưng cá trâm đỏ Boraras merah có một đốm đen hình trứng theo sau bởi vạch đứt quãng so với một vạch đen duy nhất ở Boraras brigittae.